# Air Europe
Az Air Europe egy gatwicki székhelyű, 1978-ban alapított légitársaság volt.
1979 májusában három Boeing 737-tel kezdték meg a charter járatok indítását.
Harry Goodman, a társaság anyavállalatának, az International Leisure Groupnak az alapítója volt a vezető ennél a cégnél is.
Az ILG-t az 1970-es években alapították, mikor Goodman elkezdett idegenforgalommal foglalkozni, és megalapította az Intasunt.

## Terjeszkedés
Az Air Europe mindig is egy innovatív légitársaság volt. Egyike volt az első chartertársaságoknak, akik vadonatúj felszereléssel, magas minőségű szolgáltatást nyújtottak utasaiknak. Az Air Europe azzal is kitűnt versenytársai közül, hogy már az első évben profitot tudott elérni.
Ez a cégnek megadta azt a lendületet, ami nélkülözhetetlen a terjeszkedéshez.
Ennek az ideje 1988-ban jött el, amikor megalapította a spanyol Air Europát, a német charterszállító BFD-t, és megvásárolta a norvég Norway Airlinest.
Ezekkel az újonnan társult légitársaságokkal az Air Europe elkezdte megszervezni az Airlines of Europe nevű társaságot.
Ez lett az első, Amerikába is gépeket közlekedtető brit légitársaság. 1989-ben Orlandoba ment az első transzatlanti járatuk.

## Az utolsó napok
Az öbölháború kitörése és a megszaporodó versenytársak miatt a cég hatalmas adósságokkal és tetemes tartozással nézett szembe. A cégen belülieknek világos volt, hogy a vállalat nagymértékben alultőkésített, és hogy ez erősen hozzájárult cég tönkremeneteléhez az első öbölválság után.
Az év márciusában a társaság legtöbb gépét lefoglalták, így számos turista ideiglenesen külföldön rekedt. Ezt követően nagyon gyorsan csődbe ment az NDF és a Norway Airlines is.
Az Air Europa viszont, aminek csak a 25%-a volt az ILG kezében, viharos sebességgel Európa vezető charter légitársaságává vált.

## A cég hagyatéka
Sok versenytársához (Britannia Airways, Dan Air) hasonlóan az Air Europe is úttörővé vált az olcsó és kényelmes repülést biztosító szolgáltatók között.
Szintén jól mutatja azt az 1980-as években tipikussá váló jelenséget, miszerint a brit utazásszervezők saját légitársaságokat hoznak létre, és így, a közbenső ember kikapcsolásával, olcsóbb ajánlatokat tudnak kínálni.